# LSR J1835+3259
LSR J1835+3259, 2MASSI J1835379+325954 oder 2M1835+32 ist ein Ultrakühler Zwerg der Spektralklasse M8.5 V im Sternbild Leier und ist etwa 18 Lichtjahre von der Erde entfernt. Das Objekt wurde im Jahr 2003 entdeckt.
Auf dem Objekt wurde zum ersten Mal außerhalb des Sonnensystems Polarlichter gefunden. Die Polarlichter sind etwa 10.000 mal so stark wie diejenigen auf dem Jupiter. Der Ursprung des Phänomens ist unklar, jedoch wird vermutet, dass ein bisher unentdeckter Planet, der 2M1835+32 umkreist, die Lichter auslösen könnte.
Aufgrund der Masse und des jungen Alters des Objekts ging man ursprünglich von einem Braunen Zwerg aus, jedoch konnte man kein Lithium nachweisen, welches bei einem jungen Braunen Zwerg vorhanden sein müsste.